# Río Arlanza
El río Arlanza es un río del noroeste de España, un afluente del río Pisuerga que discurre por las provincias de Burgos y Palencia. Tiene una longitud de 160 km y drena una cuenca de 5338 km².

## Toponimia

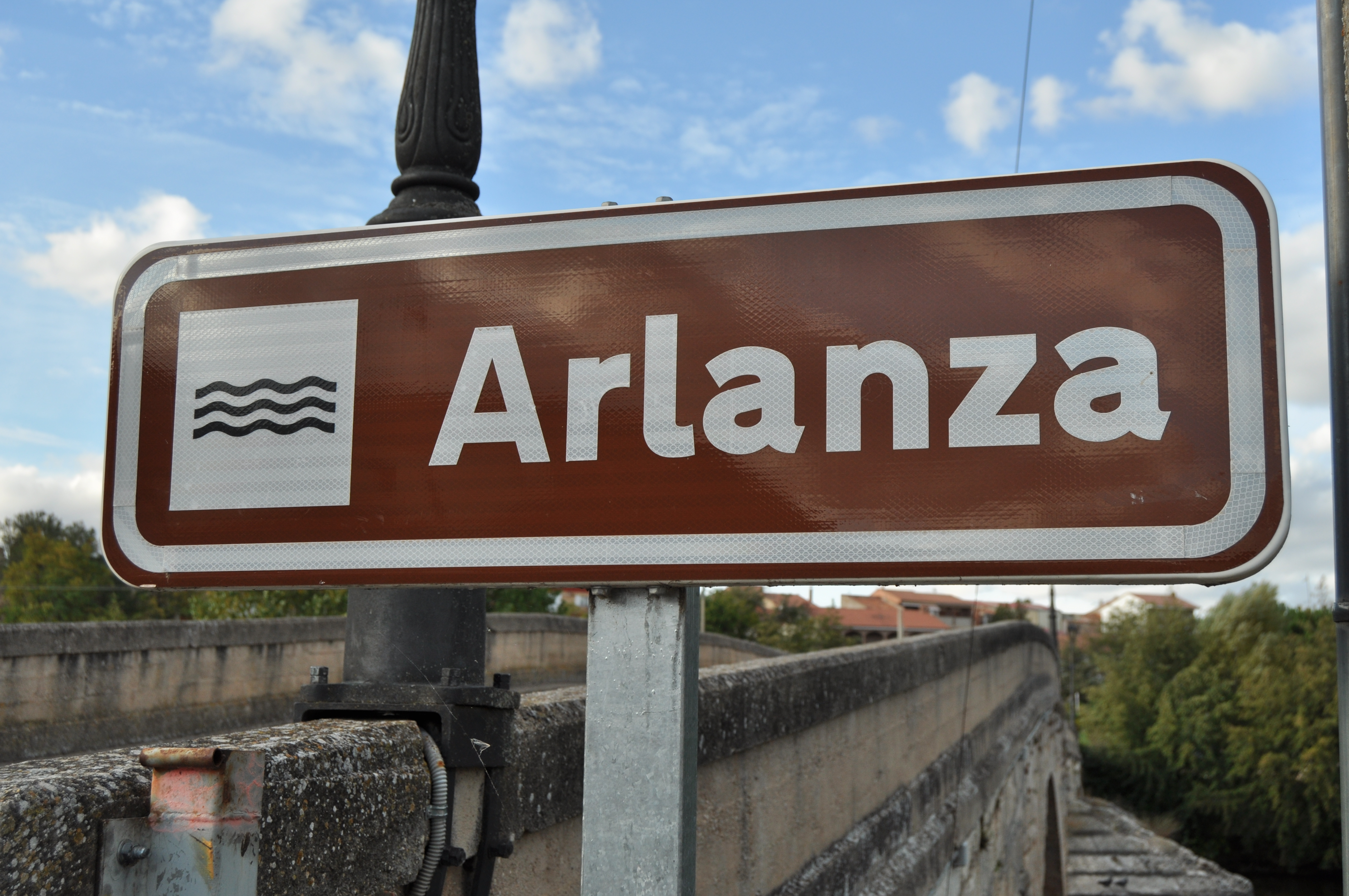
Letrero con el nombre del río.

Según el prof. G.T.A.,[¿quién?] en los documentos medievales, casi siempre relacionados con el monasterio de San Pedro de Arlanza, hasta mediados del siglo XII, aparece generalmente como Aslanza (Aslance, Aslanca...), que seguramente es un hidrónimo prerromano, posiblemente celta, que ha pervivido o que le han traído del norte los repobladores medievales, con el significado de (?) As- (Az-, Acs-...), agua(s) o río, y -lanza (-lancia, -lanca...), largo; es decir, río largo; y que desde mediados del siglo XII, es sustituido por otro hidrónimo, más o menos equivalente y de ascendencia parecida, que es su nombre actual, Arlanza: de Ar-, río o valle, y -lanza (-lancia, -lanca...), largo (o alargado), en el sentido de no ancho, que tiene en su primer tramo, aunque luego no lo conserve. 
Aunque otra posible interpretación - seguramente la más cercana a la verdadera -, aunque con significado diferente -pero parecido- sería a partir del redundante compuesto  As(a+a)l(a-a)nza, después  Ar(a+a)l(a-a)nza > Aral-anza > Arlanza, como Río-río ancho-tal como aparece a la altura de Lerma, por ejemplo. Además, la existencia de Asla, Esla... Arla-(El Berrón) en el Norte de Burgos, Arles en La Coruña y en Francia, Arlas en Navarra etc., nos llevaría a pensar que la última interpretación, la de Arl(a-a)nza,Río (- río) ancho, o Valle fluvial/ o río(-río) grande y ancho, podría ser seguramente la más cercana a la verdad.

## Curso

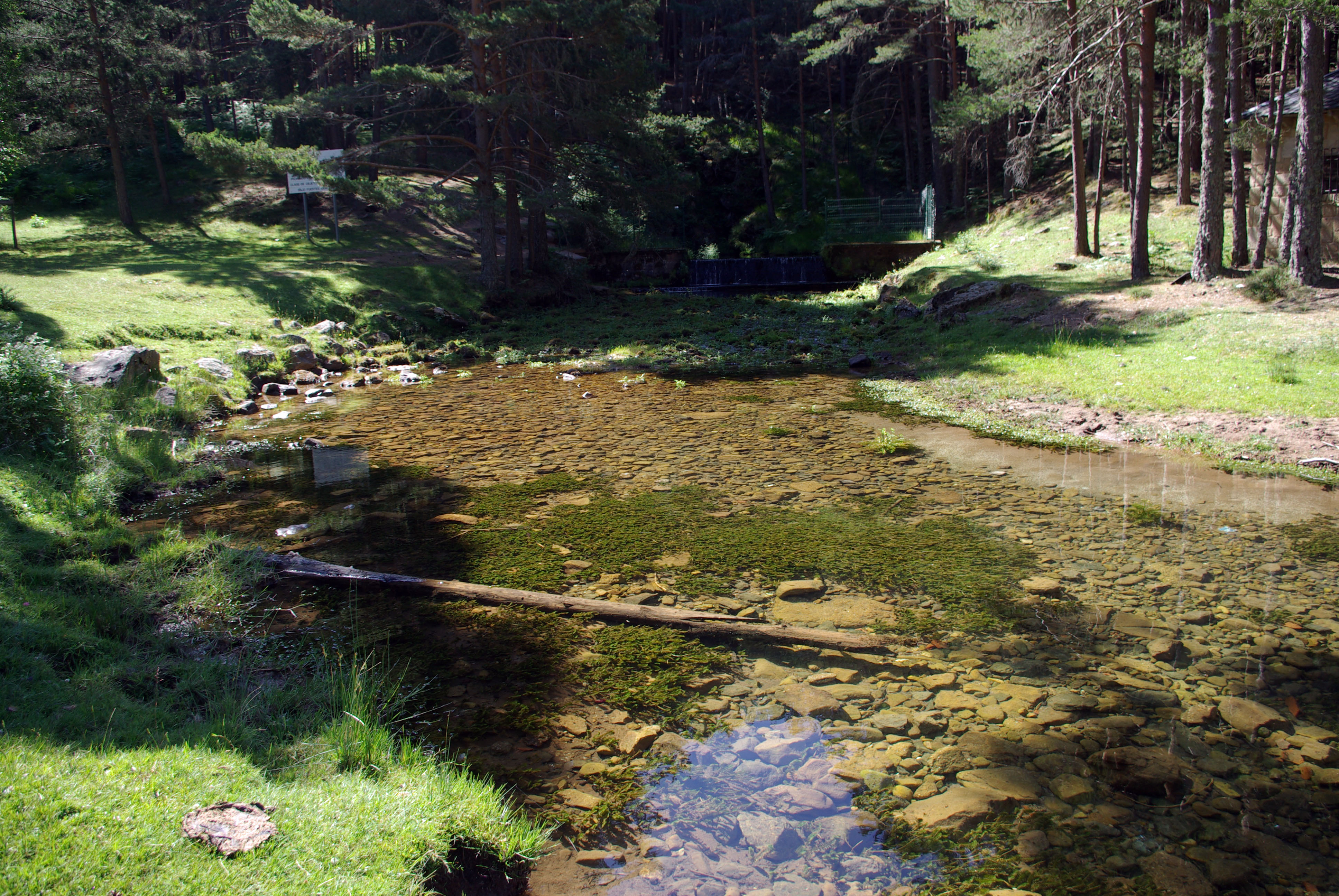
Nacimiento del río Arlanza.

Nace en Quintanar de la Sierra, en un paraje conocido como Fuente Sanza.
Discurre por la provincia de Burgos y pasa por municipios como Terrazas Castrovido, Salas de los Infantes (junto a la Iglesia de Santa Cecilia), La Revilla y Ahedo, Barbadillo del Mercado, Hortigüela, Tordómar, Retuerta, Covarrubias (en especial, el puente de San Pablo en Covarrubias) y Lerma.
Desemboca en el Pisuerga poco antes de la localidad palentina de Torquemada. Aunque a veces se dice erróneamente que el Arlanza desemboca en el Arlanzón.
Sus aguas son retenidas en el embalse de Castrovido.

## Afluentes
Sus principales afluentes por la margen izquierda son el río Zumel, río Abejón, río Ciruelos, río Mataviejas, río de Revilla y río Franco; y por la derecha, el río de las Gargantas, río Bañuelos, río Pedroso, río de San Martín, río Valparaíso, río Cubillo y río Arlanzón.

## Galería

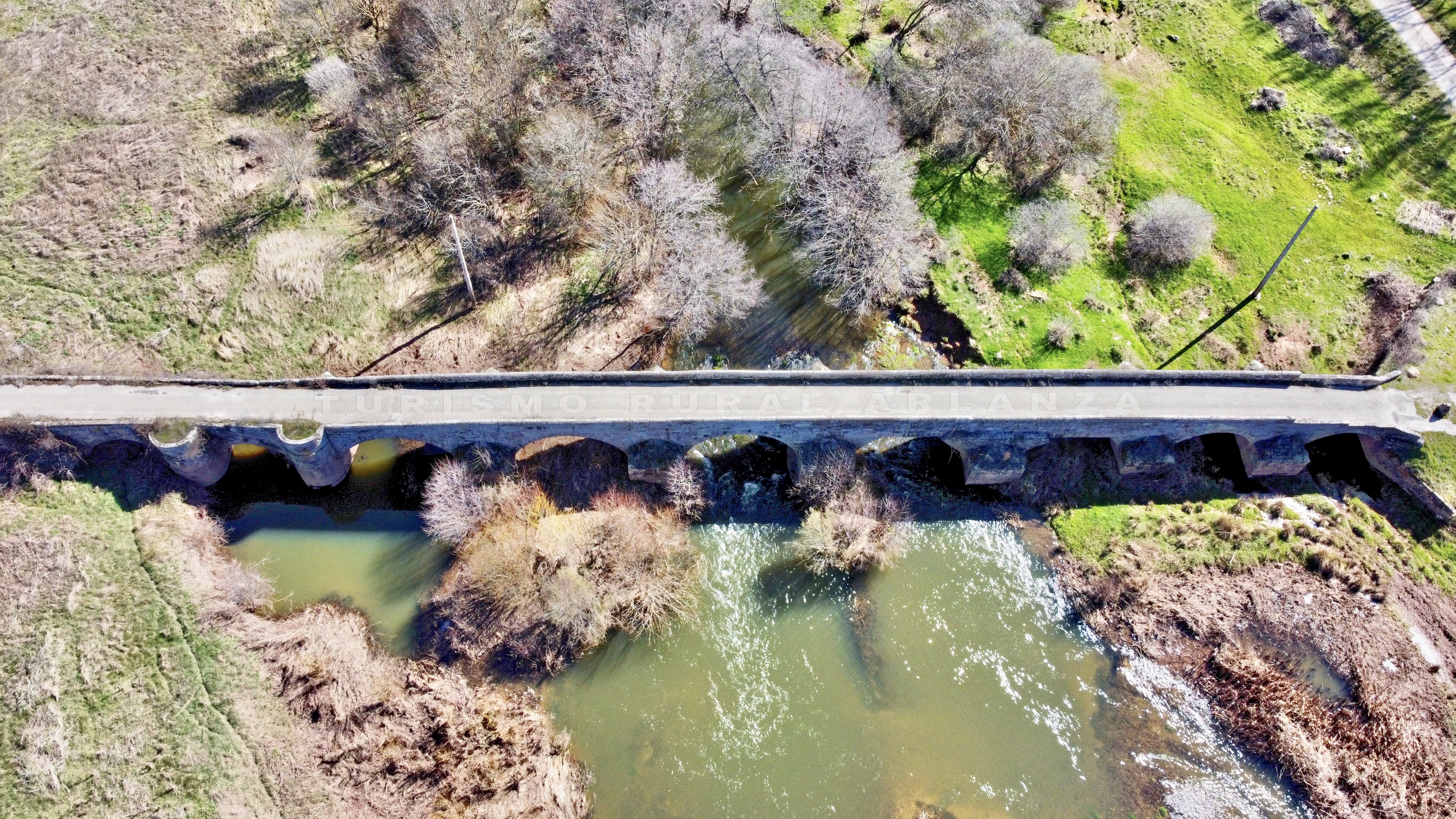
Puente de Barbadillo del Mercado, vista aérea.
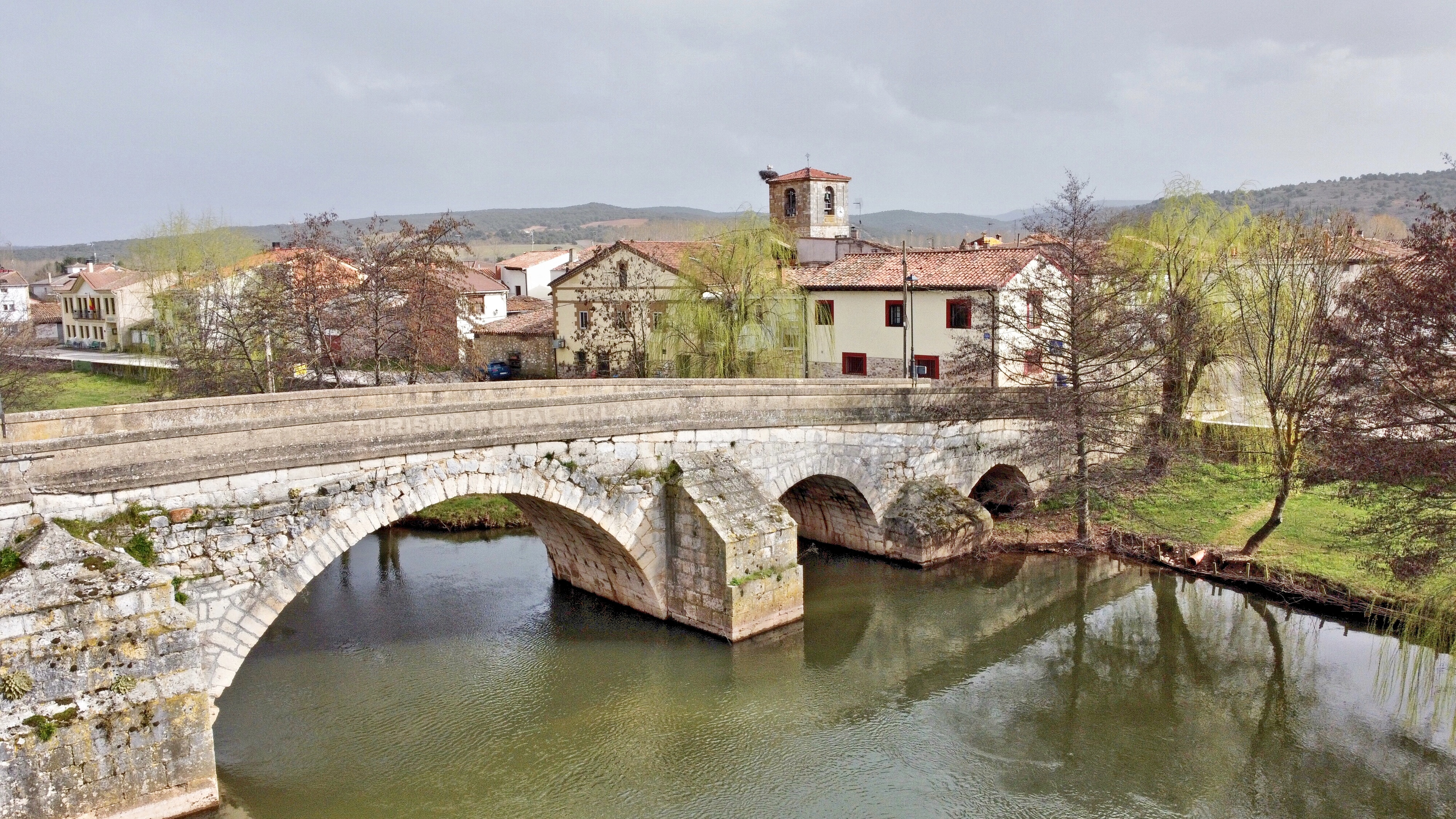
Puente de Puentedura, vista aérea.
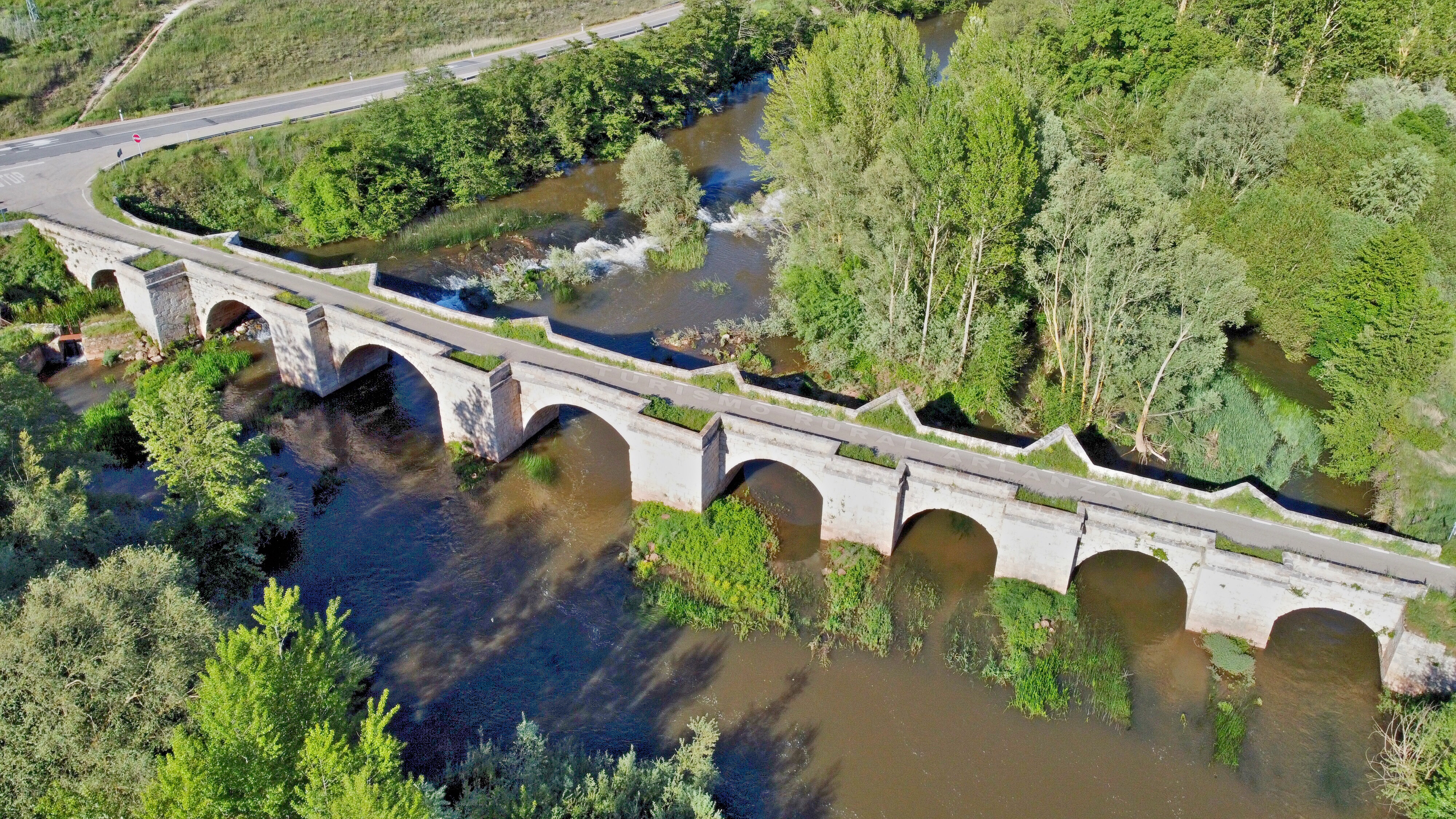
Puente río Arlanza Escuderos, vista aérea.
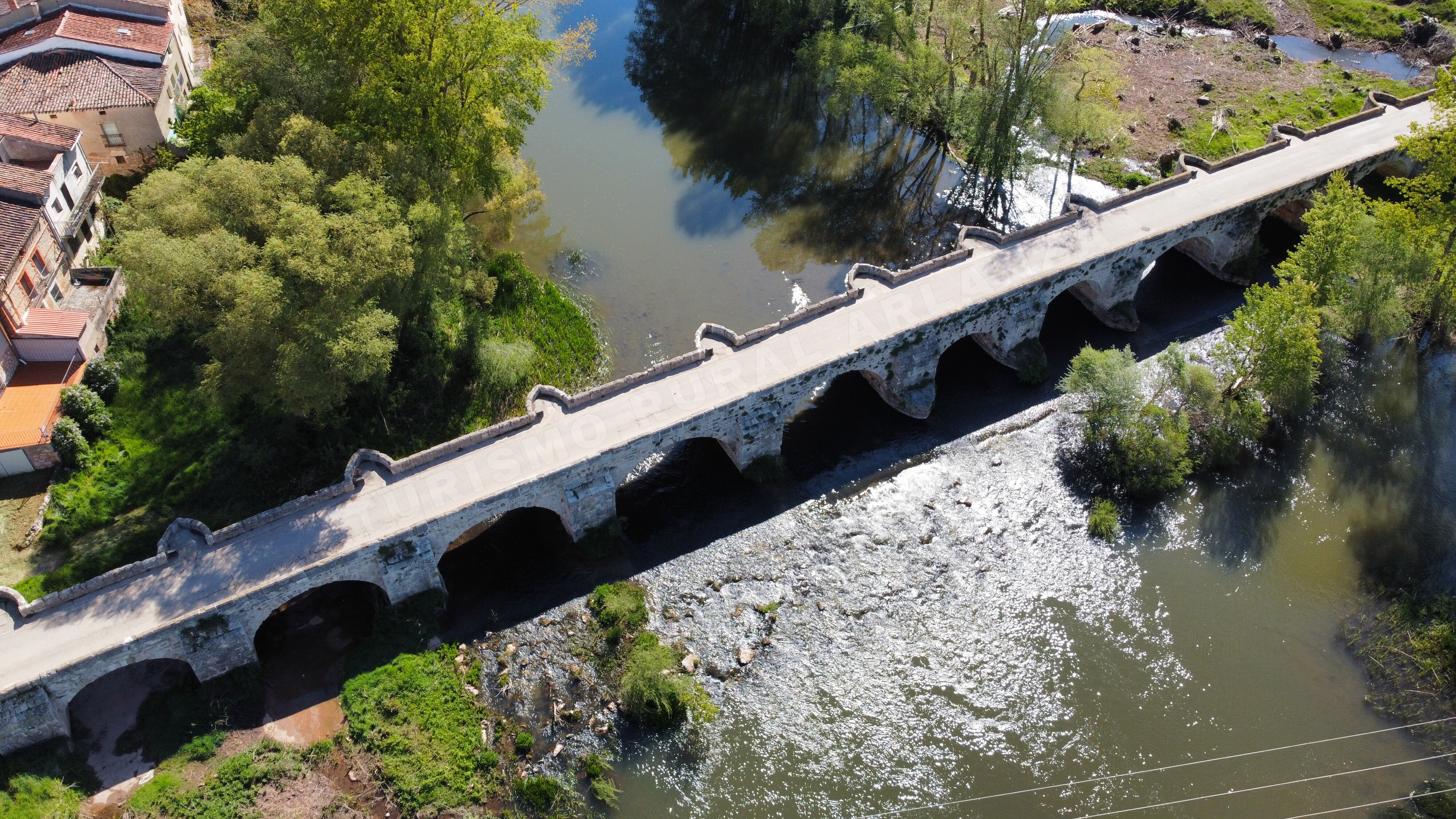
Puente Romano Tordómar, vista aérea.
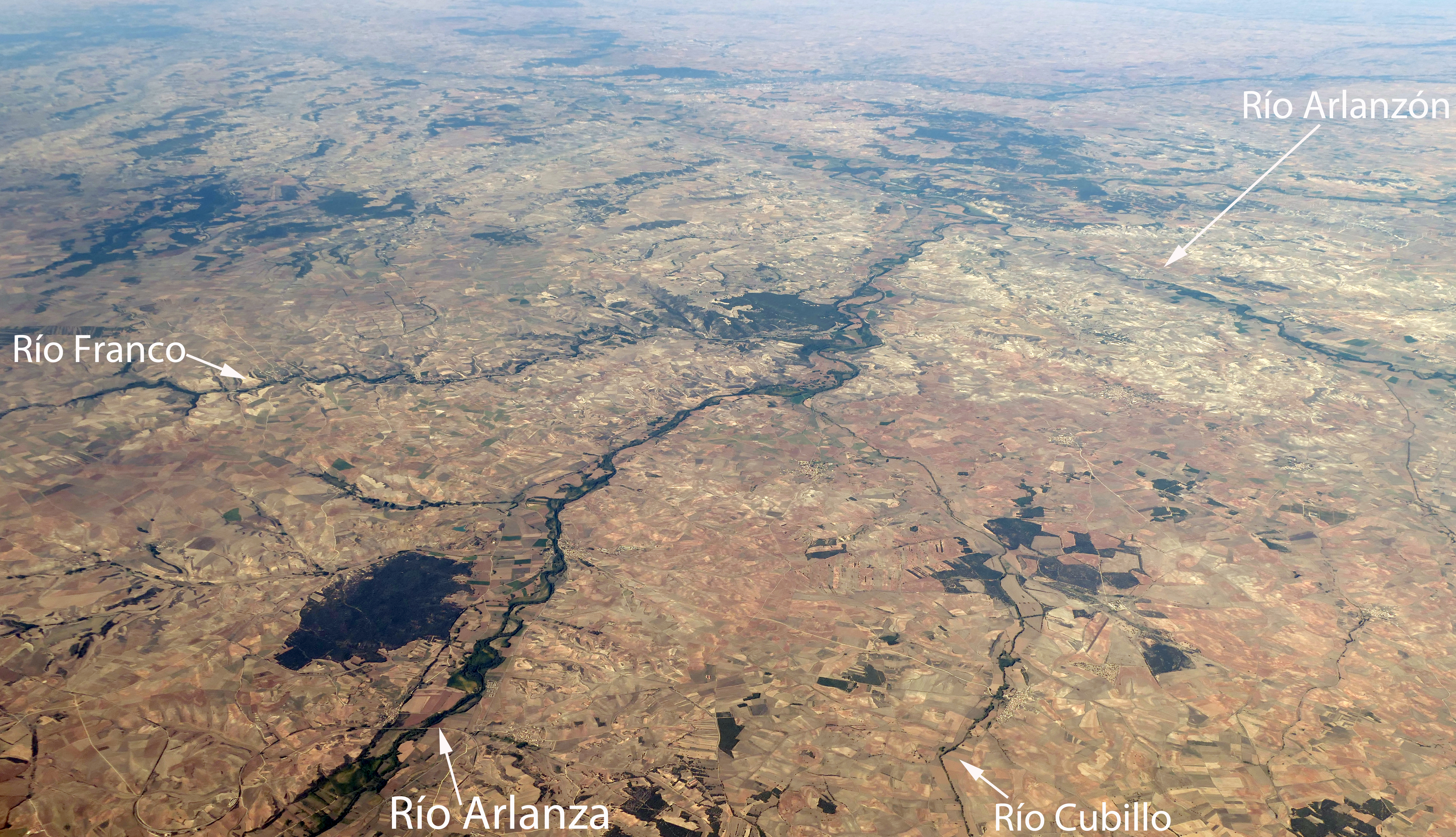
Vista aérea de parte del curso del río Arlanza.